# Карін Томас
Карін Томас (англ. Karine Thomas, 14 січня 1989) — канадська синхронна плавчиня.
Учасниця Олімпійських Ігор 2012 року.
Призерка Чемпіонату світу з водних видів спорту 2009, 2011 років.
Переможниця Панамериканських ігор 2011, 2015 років.